# Cannon Fodder
Cannon Fodder è un videogioco d'azione sviluppato dalla Sensible Software. Il videogioco venne sviluppato per i computer Amiga ma in seguito venne portato per quasi tutti i sistemi attivi all'epoca. 
La serie ha un semplice modello di gioco: i soldati visti dall'alto dell'azione vengono mossi in piccoli gruppi su un ampio campo di battaglia che può scorrere in tutte le direzioni e sono in sostanza "carne da cannone", da qui il nome del gioco. Lo slogan del primo gioco era  "War has never been so much fun" ("La guerra non è mai stata così divertente") mentre il secondo episodio utilizzava come slogan "War has only been this fun once before" ("Solo un'altra volta la guerra è stata così divertente").

## Modalità di gioco
In Cannon Fodder il giocatore comanda una squadra formata da uno a otto elementi. Il controllo con il mouse avviene semplicemente con il punta e clicca, tasto sinistro per muoversi e tasto destro per sparare. Ogni squadra può essere divisa in sottosquadre per una migliore gestione delle stesse, fino a un massimo di tre gruppi. Ogni elemento ha una mitragliatrice con munizioni infinite e un numero limitato di granate e razzi sono distribuiti nell'area. Successivamente il giocatore viene rifornito di alcuni razzi e granate fin dall'inizio. Gli elementi della squadra non si possono ferire a vicenda con la mitragliatrice mentre le granate e i razzi possono essere letali. I razzi e le granate sono in grado di distruggere le strutture a differenza della mitragliatrice. Gli uomini possono morire anche per colpa dei residui dell'esplosione di edifici o mezzi e ovviamente per il fuoco nemico. Le squadre si muovono a piedi ma in molte missioni possono trovare degli automezzi.
Il gioco è diviso in missioni che normalmente sono divise in fasi. I soldati morti vengono sostituiti da carne fresca all'inizio di ogni missione. Prima di ogni missione i soldati iniziano a radunarsi davanti a una collina, verrà poi qui piantata una croce per ogni soldato morto in una missione precedente. Ogni soldato che sopravvive a una missione viene decorato e acquisisce armi più rapide, precise e con raggio di tiro maggiore. Gli elementi della squadra hanno un nome proprio pur essendo l'esercito nel suo complesso formato da centinaia di elementi. I primi soldati si chiamano Jools, Jops, Stoo and Rj - i nomi sono soprannomi di membri del team di sviluppo. Dopo ogni missione si aggiungono nuovi soldati in una coda per rimpiazzare i caduti, quando non si hanno più rimpiazzi il gioco finisce.
Il giocatore può salvare il gioco al completamento di ogni missione.
Ogni fase è strutturata attorno al raggiungimento di alcuni obiettivi che possono essere "Uccidi il nemico" oppure "Distruggi le installazioni nemiche" o "Salva gli ostaggi". Le fasi per venir terminate richiedono l'utilizzo di immaginazione, pianificazione e strategia. Per esempio spesso il giocatore deve dividere il gruppo in due sottogruppi in modo da lasciarne uno a controllare la zona (sotto il controllo dell'intelligenza artificiale) mentre il secondo gruppo effettua l'azione vera e propria sotto il controllo del giocatore. È disponibile una mappa dell'intera area per pianificare le strategie di gioco, fondamentali per terminare le missioni più difficili. Per esempio in una fase il nemico può avere un elevato numero di elementi e allora il giocatore per eliminarne la maggior parte in breve tempo può assaltare una torretta circondata d'acqua. In breve la maggior parte dei nemici cercherà di assaltare la torretta. In quel momento il giocatore dovrà ritirare la squadra e far esplodere la torretta, in questo modo la maggior parte degli elementi nemici morirà nell'esplosione della torretta.

## Controversia sul papavero

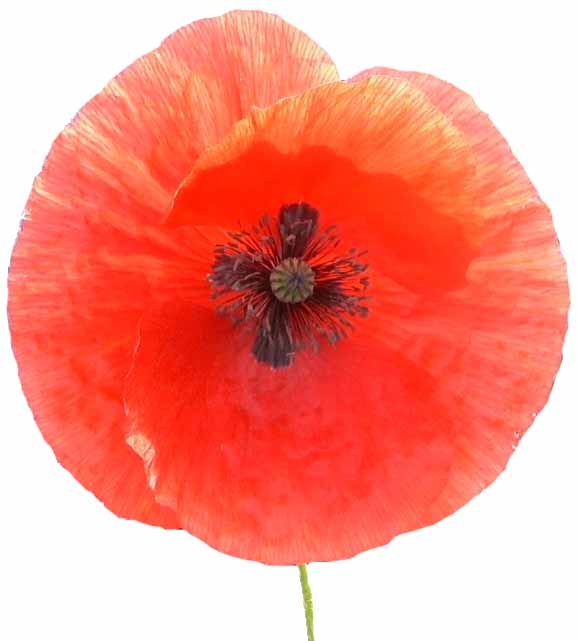
Il papavero simbolo dei veterani della prima guerra mondiale

Il papavero, fiore utilizzato come simbolo dai veterani della prima guerra mondiale, viene utilizzato come logo dal gioco. La Royal British Legion ha protestato vigorosamente per la scelta sostenendo che gli acquirenti vedendo il papavero avrebbero potuto pensare a qualche legame tra il gioco e l'associazione. Virgin Interactive rimosse il papavero dalla confezione del gioco ma lo mantenne nel gioco. Nella versione Amiga e in altre versioni appare anche l'avvertimento che il gioco non è affiliato in nessun modo con la Royal British Legion.

## Pacifista o guerrafondaio
Il gioco è stato criticato dai media del tempo per l'eccessiva violenza e per la glorificazione della guerra. In Germania la vendita del gioco è stata vietata ai minori di 18 anni. Ironicamente i programmatori hanno spiegato che il gioco è una satira della guerra e dei guerrafondai e lo mostra in molti punti: il titolo del gioco ("carne da cannone"), la colonna sonora (include la frase "la guerra non è mai stata così divertente"), i papaveri, le reclute che fanno la fila davanti a delle colline che con l'avanzare del gioco si riempiono di croci dei loro commilitoni e i morti che vengono ricordati con il loro nome al giocatore alla fine di ogni livello. La versione MS-DOS indicava nel manuale "Cannon Fodder mostra rapidamente che la guerra è un inutile spreco di uomini e risorse. Ci auguriamo di non doverla mai sperimentare dal vivo."

## Video musicale
Il tema musicale del gioco (War Has Never Been So Much Fun) venne scritto dal progettista capo del gioco Jon Hare e arrangiato di Richard Joseph. La parte vocale è cantata dallo stesso Hare.
Un video musicale venne realizzato a partire dal tema del gioco War Has Never Been So Much Fun, utilizzato per promuovere il software e venne incluso nella versione per Amiga CD32 e 3DO.
Il video venne girato in un solo giorno con una spesa totale di 500 sterline. Gli interpreti sono il team di sviluppo del gioco che vestiti in uniforme militare con un assortimento di maschere (inclusa una di Mario e di Paperino) mimano le classiche azioni militari in modo goliardico. I militari sono armati con delle armi giocattolo. La musica che accompagna il video è di qualità professionale ed è migliore di quella inclusa nel videogioco.

## Sensible Soccer 92/93 Meets Bulldog Blighty
Con il coverdisk 21 della rivista Amiga Power venne pubblicato un demo di Sensible Soccer Meets Bulldog Blighty, conosciuto anche come Sensible Soccer: England vs Germany. Il gioco era un omaggio alla partita natalizia tenuta tra Germania e Regno Unito nella terra di nessuno nel 1914. Il gioco utilizzava come giocatori i personaggi di Cannon Fodder e come palla le granate. Le granate iniziavano in modo casuale a lampeggiare e dopo qualche minuto esplodeva uccidendo gli eventuali giocatori vicino, la partita si svolgeva in bianco e nero.

## Cannon Soccer
Nel 1993 la Sensible Software realizzò un gioco gratuito da includere nel floppy disk allegato al numero natalizio di Amiga Format. Il gioco, chiamato Cannon Soccer, conosciuto anche come Cannon Fodder - Amiga Format Christmas Special, consiste nei due livelli "Land of Hope and Glory" e "It's Snow Time".

## Versione per console portatili
Quando la Sensible Software venne venduta a Codemaster, venne decisa la conversione del gioco per Game Boy Color. I limiti della console costrinsero a mostrare un'area di gioco più ridotta e a utilizzare una squadra ridotta. Questo portò i programmatori a modificare la modalità di gioco rendendo in sostanza il gioco più semplice. Jon Hare descrisse il cambiamento come il passare da un calcio a 11 a un calcio a 5.
Nel 2004 Jon Hare acquistò un team di sviluppo di videogiochi per telefoni cellulari chiamato Tower Studios, facendogli realizzare nello stesso anno una versione di Sensible Soccer e nel 2005 una versione di Cannon Fodder. Il gioco venne pubblicato da KUJU, ma girava solo su alcuni modelli di telefono e per la limitazione di molti telefoni nel non riconoscere il movimento diagonale il sistema di gioco dovette venir riprogettato in maniera radicale.

## Versione PlayStation 2 annullata
Dopo la vendita della Sensible Software alla Codemasters, Jon Hare terminò lo sviluppo di alcuni titoli come Prince Naseem Boxing per PlayStation 2. Lo sviluppo di questo titolo venne svolto nella sede distaccata di Hammersmith a Londra. Tuttavia con il fallimento commerciale del titolo lo studio venne chiuso. La chiusura dello studio provocò anche l'annullamento di Cannon Fodder 3, un progetto avanzato del quale Hare aveva realizzato il design, ma lo sviluppo era stato fermato e riavviato più volte.

## Versione PlayStation Portable annullata
Il 28 agosto 2006 Codemaster ha annunciato lo sviluppo di una versione di Cannon Fodder per PlayStation Portable, la versione avrebbe dovuto sfruttare le peculiarità della console e avrebbe dovuto implementare elementi in 3D.
L'annuncio indicava una uscita del titolo per l'estate del 2007 ma poi fu annullato.